# Star Wars Jedi Knight: Dark Forces II
Star Wars Jedi Knight: Dark Forces II ist ein 1997 erschienener Ego-Shooter, der im Star-Wars-Universum angesiedelt ist und den zweiten Teil der Jedi-Knight-Reihe darstellt. In Deutschland wurde der Titel zu Star Wars: Jedi Knight verkürzt, um sich vom indizierten Vorgänger Dark Forces zu distanzieren.
Im Kontext der Filme ist der Titel ein paar Jahre nach Episode VI anzusiedeln. Man spielt wieder aus der Sicht des Söldners Kyle Katarn. Während des Spiels entdeckt Kyle nach und nach seine Fähigkeiten, die Macht zu beeinflussen und muss diese Macht nutzen, um mehrere Dunkle Jedi zu töten. Im Gegensatz zum ersten Teil ist man diesmal in der Lage, ein Lichtschwert und die Kräfte der Macht (z. B. Gegenstände bewegen) zu benutzen. Wie in der richtigen Star-Wars-Saga muss sich der Held zwischen der hellen und dunklen Seite der Macht entscheiden. Seine Gefährtin ist, wie schon in Dark Forces, die Rebellin Jan Ors.

## Handlung
Das Spiel handelt ein Jahr nach den Geschehnissen von Die Rückkehr der Jedi Ritter. Der Spieler übernimmt die Rolle des Söldners Kyle Katarn.
Katarn trifft sich mit einem Informationshändler um die Hintergründe über den Tod seines Vaters zu erfahren. Der Händler, ein Droide namens 8t88, verrät, dass Katarns Vater von einem Dunklen Jedi namens Jerec getötet wurde. Dieser versucht inzwischen, das kollabierende Imperium zu alter Stärke zu führen. Katarn reist daraufhin zu seiner Heimat auf dem Planeten Sulon, um in den Unterlagen seines Vaters Daten über Jerec zu finden. Bei seiner Ankunft entdeckt er drei dunkle Jedi, Schüler von Jerec, die im Begriff sind, Karten aus Katarns Haus zu stehlen. Es gelingt ihm, unentdeckt in das Haus zu gelangen und eine der Karten vor dem Zugriff der Eindringlinge zu sichern. Zusätzlich findet er ein Lichtschwert, eine antike Waffe. Von dieser inspiriert, fasst Katarn den Beschluss, ein Jedi zu werden. In Vorbereitungen auf seinen Kampf gegen die Dunklen Jedi baut er seine Macht-Kräfte konstant aus.
Daraufhin fasst Katarn den Plan, Jerec auszuschalten. Jerec versucht, das Imperium mithilfe von Macht-Kräften wiederherzustellen. Um ihn zu bekämpfen, sucht Katarn in Begleitung seiner Pilotin Jan Ors nach der gestohlenen Karte in der benachbarten Stadt Barons Hed. Dort trifft er den Droiden 8t88, der die Daten der Karte gerade an Jerec übermittelt. Bevor es Katarn gelingt, dem Droiden die Karte zu entreißen, erscheint einer der Dunklen Jedi, Yun, im Raum und zerstört sie. Anschließend greift er Katarn an, wird aber von diesem überwältigt.
Der Droide 8t88 ist inzwischen mit seinem Schiff geflohen. Katarn und Ors nehmen die Verfolgung auf, da sie erwarten, dass der Droide sich mit seinem Auftraggeber Jerec trifft. Sie verfolgen ihn bis zu einer Raumstation, in der Katarn allerdings nicht auf Jerec, sondern auf zwei seiner Schüler, Pic und Gorc trifft. Kyle gelingt es, beide zu besiegen und den Kopf des Droiden mit der gespeicherten Karte zu sichern.
Die Karte führt ihn nach Ruusaan. Jerec versucht dort, Macht-Energie aus einer großen Grabstätte alter Sith-Meister zu gewinnen. Bei ihrer Ankunft auf Ruusaan werden Katarn und Ors von Maw, einem Schüler Jerecs angegriffen. Katarn gelingt es, ihn im Zweikampf zu eliminieren, allerdings nimmt Jerec inzwischen seine Partnerin Ors gefangen. Er fordert Katarn auf, Ors hinzurichten und Maws Platz als Schüler einzunehmen. Der Spieler hat nun die Wahl, ob er Jerec folgt, oder seine Partnerin verschont. Dadurch entscheidet sich, ob sich der Spieler letztendlich den Weg der hellen oder den der dunklen Seite einschlägt. Folgt der Spieler dem Weg der hellen Seite, so tötet er Jerec in einem Duell und befreit die Geister gefallener Machtnutzer, die dem Tal seine Stärke verliehen. Folgt der Spieler der dunklen Seite, so tötet er Jerec ebenfalls, allerdings nur, um die Macht des Tales für sich zu beanspruchen. Dadurch übernimmt er die Rolle des über Endor gefallenen Imperators Palpatine als Herrscher über die Galaxis.

## Spielprinzip

### Allgemein

Lichtschwerter

Jedi Knight ist ein Ego-Shooter, bei dem der Spieler allerdings auch zur Dritten Person wechseln kann. Den Hauptteil des Spiels stellt die Kampagne dar, die aus 21 Missionen besteht. Im Verlauf der Kampagne trainiert sich der Spieler zu einem Jedi-Ritter und erhält dadurch Zugriff auf neue Waffen und Fähigkeiten. Eine Besonderheit nimmt das Lichtschwert ein, das der Spieler zu Beginn der Kampagne erhält und damit erstmals in einem Videospiel verwendet wird.
Anders als der Vorgänger beinhaltet Jedi Knight Rollenspiel-Elemente. Die Level sind weitläufig gestaltet und lassen dem Spieler große spielerische Freiheiten. Im Verlauf der Missionen bieten sich dem Spieler zahlreiche Gelegenheiten, in denen er Entscheidungen treffen muss. Diese beeinflussen die Ausrichtung des Spielers an der Macht. Handelt der Spieler uneigennützig und schont Leben, entwickelt er sich zur Hellen Seite, tritt er aggressiv auf, folgt er der Dunklen Seite. Die Orientierung des Spielers an der Macht beeinflusst dessen Fähigkeiten und den Verlauf der Handlung. Die Helle Seite bietet starke Defensivfähigkeiten, während die Dunkle Seite die Angriffskraft des Spielers steigert. Welche Richtung der Spieler einschlägt beeinflusst auch den Handlungsverlauf, speziell das Ende.

### Mehrspieler-Modus
Dark Forces II beinhaltet anders als Dark Forces einen Mehrspieler-Modus, in dem bis zu acht Spieler in einem lokalen Netzwerk und bis zu vier Spieler über das Internet gegeneinander kämpfen. Die Server für den Online-Modus wurden von MSN Games zur Verfügung gestellt.
Für Mehrspieler-Partien erstellt der Spieler zunächst eine Spielfigur, deren Äußeres er begrenzt konfigurieren kann. Anschließend wählt er ein Ranking aus. Je höher das Ranking, desto mehr Macht-Fähigkeiten stehen den Spielern zur Verfügung. Dem Spieler stehen zwei Spielmodi zur Auswahl. Im Modus Capture the Flag versuchen die Spieler, möglichst viele der auf der Karte verteilten Flaggen zu sichern. Im Modus Jedi Training versuchen die Spieler, möglichst viele Gegner auszuschalten.

## Entwicklungsgeschichte
Die Entwicklung von Dark Forces II wurde von Justin Chin und Ray Gresko geleitet, die auch den Vorgänger mitentwickelten.
Für das Spiel wurde eine neue Engine, die Sith-Engine entwickelt. Sie unterstützt in stärkerem Maß die Verwendung von 3D-Spielegrafiken als es bei Dark Forces der Fall war. Es ist eines der ersten Spiele, die von 3D-Hardwarebeschleunigung Gebrauch machen. Dazu nutzt es Microsoft Direct3D. Ferner nutzt der Titel Surround-Sound, damals ebenfalls außergewöhnlich. Die Handlung wird überwiegend in Zwischensequenzen erklärt, die zwischen den einzelnen Leveln abgespielt werden. Diese Filme wurden mit echten Schauspielern gedreht. Die Rolle des Kyle Katarn übernahm hierbei der Schauspieler Jason Court, seine Partnerin Jan Ors wurde von Angela Harry gespielt.
Standardmäßig wurde das Spiel nur in englischer Sprache veröffentlicht. Es wurden allerdings von Spielern eigene Übersetzungen angefertigt, die zumindest die Menüs eindeutschen und die Videos mit Untertiteln versehen. Ebenfalls wurden einige inoffizielle Patches veröffentlicht, die vor allem den Mehrspieler-Modus um neue Funktionen erweitern.

## Rezeption
Dark Forces II wurde von der Fachpresse positiv aufgenommen. Metacritic berechnete eine Metawertung von 91 von 100 Punkten für die Windows-Version.
Ron Dulin vom Magazin GameSpot vergab für den Titel eine hohe Wertung. Er lobte die Beseitigung von Schwächen des Vorgängers, etwa dem umständlichen Speichersystem oder der zu kurzen Kampagne. Als wesentliche Stärke von Dark Forces II bewertete er die offene Levelgestaltung, die zum damaligen Zeitpunkt eine große Neuerung darstellte. Die negative Seite der Level sei allerdings die Ressourcenauslastung. Zugunsten eines flüssigen Spielverlaufs seien die Texturen von schwacher Qualität.
Michael House von Allgame vergibt für das Spiel eine schwächere Wertung. Als wesentlichen Mangel von Dark Forces II nannte er die Optik. Er bezeichnete die Grafik als grob und die verwendeten Umgebungstexturen als langweilig. Die Grafik-Engine sei viel zu weit von Realismus entfernt. Die spielerische Gestaltung der Level sei dagegen sehr gut. Auch die Handlung erfülle ihren Zweck.

## Jedi Knight: Mysteries of the Sith
Im Januar 1998 veröffentlichte LucasArts die Zusatz-CD Mysteries of the Sith (kurz MotS), die erste und einzige Erweiterung zu Jedi Knight: Dark Forces II. Hierin steuert der Spieler in den ersten fünf Missionen noch Kyle Katarn, danach wechselt die Handlung zu Mara Jade, einer ehemaligen imperialen Attentäterin, die sich inzwischen dem Jedi-Orden angeschlossen hat und von Kyle Katarn ausgebildet wird. Sie führt verschiedene Einsätze im Namen der Republik durch, bis sie sich auf die Suche nach Kyle Katarn macht, der bei einer Reise verschollen geriet.
Der eigenständig spielbare Zusatz führt neue Levels, Waffen und Gegner (z. B. den Rancor) ein, des Weiteren wurde die Grafik-Engine verbessert. Die Zwischensequenzen wurden im Gegensatz zum Hauptspiel nicht mehr mit teuren Filmaufnahmen, sondern mit Hilfe der Spielegrafik realisiert.
Mysteries of the Sith erhielt gute Kritiken und von der Zeitschrift PC Games eine Auszeichnung als bestes Spiel des Monats.